# Grace Communion International
 (septembre 2017).
Si vous disposez d'ouvrages ou d'articles de référence ou si vous connaissez des sites web de qualité traitant du thème abordé ici, merci de compléter l'article en donnant les références utiles à sa vérifiabilité et en les liant à la section « Notes et références ».
Grace Communion International est une association chrétienne évangélique internationale d'églises non confessionnelles. Elle regroupe plus de 900 églises et 50 000 membres dans le monde. Son siège est à Charlotte (Caroline du Nord), aux États-Unis.

## Histoire

### Les débuts par radio
Grace Communion International, appelée auparavant Worldwide Church of God (Église Universelle de Dieu) trouve son fondement dans les enseignements d'Herbert W. Armstrong, eux-mêmes influencés par le mouvement adventiste et par William Miller. En 1927, Armstrong est lui-même baptisé dans une Église appartenant à ce courant : l'Église de Dieu. Ordonné ministre de cette Église en 1931 par la conférence de l'Oregon, il commence à diriger une congrégation à Eugene, et entame son ministère par radio sur la station KORE. Le 4 novembre 1933, l'Église de Dieu dissidente ainsi qu'Armstrong se rallient à une faction qui a ses quartiers généraux à Salem, en Virginie-Occidentale – l'Église de Dieu (7e Jour).
L'émission radiophonique est soutenue par une association non enregistrée de membres se réunissant sous le nom d'« Église de Dieu ». En 1934, Armstrong commence à éditer une revue, La Pure Vérité. Le ministère par radio est désormais connu comme étant émis par l'Église de Dieu, et des fidèles habitant loin d'Eugene commencent à être attirés par l'enseignement. Dans le même temps, Armstrong développe une théologie distincte de l'adventisme : il prétend que les Anglo-Saxons et les Européens de l'Ouest sont des descendants des dix tribus d'Israël, déclare qu'il faut observer les jours saints des Israélites mentionnés dans la Torah, alors que la plupart des groupes chrétiens ne les observent pas. De ce fait, en 1937, l'Église de Dieu enlève à Armstrong ses qualifications ministérielles, mais il poursuit cependant sa prédication par radio.
Par la suite, Armstrong s'installe à Pasadena et fonde sa propre Église, enregistrée d'abord le 3 mars 1946 sous la dénomination de Radio Church of God (« Église de Dieu par radio »), puis le 5 janvier 1968, quand l'Église a changé son nom en Église Universelle de Dieu.

### Les préludes aux changements
La fin des années 1960 constitue la période des premiers changements de l'Église. Dans une certaine mesure, ces changements avaient été déjà depuis longtemps prévus. En effet, le 7 janvier 1953, l'émission « Le monde à venir », diffusée par radio au Luxembourg, a, selon Herbert Armstrong, mis fin à la première période de son ministère, sachant que d'après lui son ministère comportait deux périodes prophétiques de dix-neuf ans chacune. La première allait donc du début de l'émission par radio jusqu'à 1953, tandis que la seconde se terminerait en 1972. Armstrong a détaillé pour la première fois sa vision interprétative de son ministère en 1956, dans son livret intitulé 1975 dans la prophétie !, lequel annonce une guerre nucléaire à cette date, suivi du retour de Jésus Christ. Cela a conduit Armstrong à renommer son émission de radio « Le monde à venir ». D'autres personnes ont également été influencées par cette nouvelle interprétation. Le 21 août 1969, Michael Dennis Rohan, un citoyen australien, influencé par les enseignements de l'Église Universelle de Dieu, sans toutefois en être membre, met le feu à la mosquée d'Al-Aqsa à Jérusalem.
En 1966, l'épouse d'Armstrong, Loma, décède. L'année suivante, des améliorations dans la structure de l'Église sont envisagées.
Le 5 janvier 1968, le nom de l'Église est changé en « Église Universelle de Dieu ». Les raisons de ce changement de nom demeurent floues. Cependant, les événements prédits pour 1972 par l'Église semblent indicatifs d'un changement fondamental dans le ministère d'Armstrong.
À partir de 1970, beaucoup de groupes issus de l'Église commencent à voir le jour. Karl O'Beirn dirige à Cleveland, dans l'Ohio, le premier groupe dissident, à savoir l'Église de Dieu. D'autres mouvements suivent à partir de cette année-là, tels Top of the Line de John Kerley, l'Église de Dieu restaurée, l'Église de Dieu de Boise (Oklahoma), l'Église de Dieu sabbatiste de Martin Faulhaber, et les disciples de la Fontaine de vie de James et Virginie Porter.

### Réorganisation
Après la mort d'Armstrong en 1986, l'administration de l'Église est assurée par Joseph W. Tkach (1986-1995) puis par son fils Joseph Tkach Jr (depuis 1995). Ceux-ci apportent de profonds changements en matière de doctrines, lesquelles s'accordent davantage avec les positions chrétiennes évangéliques, notamment au sujet de la Trinité. Après ces modifications, l'Église est acceptée comme membre de l'Association nationale évangélique des États-Unis.
Plusieurs pasteurs chrétiens qui s'étaient opposés aux changements doctrinaux, après avoir quitté l'Église, créent des groupes dissidents : l'Église de Dieu de Philadelphie créée en 1989, l'Église globale de Dieu, l'Église du Dieu Vivant en 1993, l'Église unie de Dieu en 1995 et l'Église de Dieu restaurée en 1999. L'Église perd beaucoup de fidèles à cause de ces changements théologiques et tous les groupes qui en sont issus sont une taille relativement modeste.
En 2004, on dénombrait environ 900 églises et 50 000 membres dans 100 pays.
En 2009, l'Église prend le nom de Grace Communion International.

## Scandales
Avant la réorganisation de 1986, les membres de l'Église devaient lui reverser 30% de leurs revenus.
L'église a figuré sur le rapport parlementaire sur les sectes en France de 1995 pour de présumées dérives sectaires non spécifiées[réf. à confirmer]. En 2005, la MIVILUDES a considéré ce rapport comme étant caduque, notamment en raison de ses erreurs et imprécisions.
Dès 1972, elle dut faire face à divers scandales, le premier étant le fait que les prédictions avancées par l'Église ne s'étaient pas réalisées.
En 1978, Garner Ted Armstrong accusa son père, Herbert W. Armstrong (en) le fondateur, de s'être montré violent avec sa sœur dans les années 30. Toutefois, ces accusations interviennent à un moment de grandes tensions entre eux liées à l'excommunication de Garner Ted.
En 1979, plusieurs anciens membres de l'Église portèrent plainte auprès de l'État de Californie pour détournement de fonds contre Herbert W. Armstrong et son bras droit Stanley Rader, les accusant de détourner l'argent via des déclarations de frais exorbitantes de 60 millions de dollars annuels. Le procureur général, George Deukmejian, plaça le campus de l'Église à Pasadena sous tutelle de l'État pendant 6 mois. Les charges furent abandonnées lorsque la loi fut modifiée afin d'interdire au procureur général de s'ingérer dans les finances de groupes religieux.
Le plus grand scandale auquel elle a eu à faire face eut lieu en 1984, à la suite de la fermeture des camps New Bethany Home for Girls & Boys. Ces camps étaient des camps de rééducation, tenus par l'Independent Fundamentalist Baptist Church, où étaient envoyés les jeunes homosexuels, entre autres, de l’Église Universelle de Dieu pour les «reconvertir». James Swift y fut enfermé pendant 17 semaines au cours desquelles il fut enchaîné, torturé, violé, électrocuté, affamé,. Son calvaire a été raconté dans un épisode de Haunting sur Netflix.